# Lepidiolamprologus boulengeri
Lepidiolamprologus boulengeri é uma espécie de peixe da família Cichlidae.
Pode ser encontrada nos seguintes países: Burundi e Tanzânia.
Os seus habitats naturais são: lagos de água doce.